# C. J. McCollum
Christian James "C. J." McCollum é um jogador de basquete norte-americano profissional que atualmente joga no Washington Wizards da NBA. Durante seu terceiro ano na liga em 2015-16, ele foi nomeado o NBA Most Improved Player.
McCollum jogou pela universidade de Lehigh Montanha Hawks, e foi o Patriot League Men's Basketball Player of the Year, em 2010 e 2012. Ele foi selecionado pelo Portland Trail Blazers com a 10ª escolha geral no Draft da NBA de 2013.

## Carreira profissional

### Temporada 2013-14
Apesar de sua lesão, terminando a sua carreira na universidade Lehigh, McCollum se tornou o primeiro jogador da universidade a ser draftado, quando foi ao Draft de 2013 na 10° escolha do primeiro round, escolhido pelo  Portland Trail Blazers. Em 11 de julho de 2013, ele assinou seu contrato na sua temporada de estreia com o Trail Blazers e passou a jogar para a equipe em 2013 Summer League da NBA, onde teve média de 21 pontos e 4 rebotes por jogo. 
Quando a classe 2013 foi convocada a tirar a foto e preencheram sua Análise Rookie NBA.com, a classe votou em McCollum como o 2013-14 Rookie co-favorito do Ano (junto com Victor Oladipo). CJ ficou de fora das primeiras seis semanas da temporada com uma lesão no pé. Em 1 de janeiro de 2014, ele foi indicado para o Idaho Stampede (time da Liga de Desenvolvimento). Depois de ser lembrado pelo Trail Blazers em 5 de janeiro, ele fez sua estréia na NBA, três dias depois, marcando quatro pontos em uma vitória 110-94 sobre o Orlando Magic. Em 8 de fevereiro, ele marcou o seu recorde de pontos numa temporada com 19 pontos na vitória por 117-110 sobre o Minnesota Timberwolves.

### Temporada 2014-15
Em 27 de outubro de 2014, o Trail Blazers exerceu sua opção de equipe (team option) terceiro ano no contrato de CJ, o estendendo até a temporada 2015-16. Em 29 de Abril de 2015, McCollum fez sua maior pontuação jogando pelo Blazers, 33 pontos no jogo 5 na primeira rodada dos playoffs, do Portland contra o Memphis Grizzlies.

### Temporada 2015-16
Em 30 de setembro de 2015, o Trail Blazers exerceram sua opção de equipe, estendendo o contrato até a temporada 2016-17. Com as saídas de Nicolas Batum, LaMarcus Aldridge, Wesley Matthews e Robin Lopez , CJ virou o Ala-Armador titular da equipe para a temporada 2015-16, em parceria com o armador Damian Lillard. Em 28 de Outubro de 2015, McCollum fez sua maior pontuação em sua carreira (career-high) na vitória sobre o New Orleans Pelicans, na primeira vitória da temporada 2015-16, 37 pontos (incluindo 22 no 3º quarto). Com a lesão de Lillard no final de dezembro, CJ foi movido a Armador. Em 27 do mesmo mês, registrou 35 pontos, 11 rebotes  e 9 assistências na vitória por 98-94 sobre o Sacramento Kings. Nos últimos 29 anos, nenhum jogador do Trail Blazers fez um número semelhante perto de triple-double de McCollum. Clyde Drexler tinha pelo menos 34 pontos, 11 rebotes e nove assistências em cinco ocasiões. Em 04 de Janeiro, McCollum voltou a jogar de Ala-Armador após a volta do Lillard da lesão. Em 12 de fevereiro, ele foi nomeado como um dos  participantes do Three-Point Contest 2015-16, em 5 de abril, ele fez seu oitavo jogo de 30 pontos da temporada na vitória por 115-107 sobre o Sacramento Kings. CJ terminou a temporada regular com uma média de 20,8 pontos por jogo, enquanto Damian Lillard média de 25,1 - se tornando a primeira dupla de Armadores na história do Trail Blazers a média de 20 ou mais pontos cada. McCollum ganhou o NBA Most Improved Player, jogador de maior evolução na temporada.
CJ ajudou o Trail Blazers derrotar o Los Angeles Clippers por 4-2 na primeira rodada dos playoffs, mas em seu segundo match-up com o Golden State Warriors, o Trail Blazers foi ultrapassado, perdendo de 4-1. No jogo 5 da sua série com os Warriors, McCollum teve seu terceiro jogo de 27 pontos dos playoffs em uma perda de 125-121, que terminou a sua corrida pós-temporada.

## Estatísticas na NBA

### Universidade
| Ano     | Equipe | PJ | PT | MPJ  | AP   | 3P   | LL   | RT  | AS  | BR  | TO | PPG  |
| ------- | ------ | -- | -- | ---- | ---- | ---- | ---- | --- | --- | --- | -- | ---- |
| 2009-10 | Lehigh | 33 | 31 | 31.9 | .459 | .421 | .810 | 5.0 | 2.4 | 1.3 | .2 | 19.1 |
| 2010-11 | Lehigh | 31 | 31 | 34.5 | .399 | .315 | .845 | 7.8 | 2.1 | 2.5 | .7 | 21.8 |
| 2011-12 | Lehigh | 35 | 35 | 33.1 | .443 | .341 | .811 | 6.5 | 3.5 | 2.6 | .5 | 21.9 |
| 2012-13 | Lehigh | 12 | 12 | 31.0 | .495 | .516 | .849 | 5.0 | 2.9 | 1.4 | .3 | 23.9 |

### NBA
|  | Líder da liga |

#### Temporada Regular
| Ano      | Equipe   | PJ  | PT  | MPJ  | AP   | 3P   | LL   | RT  | AS  | BR  | TO  | PPJ  |
| -------- | -------- | --- | --- | ---- | ---- | ---- | ---- | --- | --- | --- | --- | ---- |
| 2013-14  | Portland | 38  | 0   | 12.5 | .416 | .375 | .676 | 1.3 | 0.7 | 0.4 | 0.1 | 5.3  |
| 2014-15  | Portland | 62  | 3   | 15.7 | .436 | .396 | .699 | 1.5 | 1.0 | 0.7 | 0.1 | 6.8  |
| 2015-16  | Portland | 80  | 80  | 34.8 | .448 | .417 | .827 | 3.2 | 4.3 | 1.2 | 0.3 | 20.8 |
| 2016-17  | Portland | 80  | 80  | 35.0 | .480 | .421 | .912 | 3.6 | 3.6 | 0.9 | 0.5 | 23.0 |
| 2017-18  | Portland | 81  | 81  | 36.1 | .443 | .397 | .836 | 4.0 | 3.4 | 1.0 | 0.4 | 21.4 |
| 2018-19  | Portland | 70  | 70  | 33.9 | .459 | .375 | .828 | 4.0 | 3.0 | 0.8 | 0.4 | 21.0 |
| 2019-20  | Portland | 70  | 70  | 36.5 | .451 | .379 | .757 | 4.2 | 4.4 | 0.8 | 0.6 | 22.2 |
| 2020-21  | Portland | 47  | 47  | 34.0 | .458 | .402 | .812 | 3.9 | 4.7 | 0.9 | 0.4 | 23.1 |
| 2021-22  | Portland | 36  | 36  | 35.2 | .436 | .384 | .706 | 4.3 | 4.5 | 1.0 | 0.6 | 20.5 |
| Carreira |          | 564 | 467 | 31.5 | .453 | .396 | .820 | 3.4 | 3.4 | 0.9 | 0.4 | 19.0 |

#### Playoffs
| Ano      | Equipe   | PJ | PT | MPJ  | AP   | 3P   | LL    | RT  | AS  | BR  | TO  | PPJ  |
| -------- | -------- | -- | -- | ---- | ---- | ---- | ----- | --- | --- | --- | --- | ---- |
| 2014     | Portland | 6  | 0  | 4.0  | .091 | .000 | 1.000 | 0.2 | 0.0 | 0.0 | 0.0 | 0.7  |
| 2015     | Portland | 5  | 1  | 33.2 | .478 | .478 | .769  | 4.0 | 0.4 | 1.2 | 0.2 | 17.0 |
| 2016     | Portland | 11 | 11 | 40.2 | .426 | .345 | .804  | 3.6 | 3.3 | 0.9 | 0.5 | 20.5 |
| 2017     | Portland | 4  | 4  | 35.0 | .400 | .500 | .938  | 6.0 | 1.0 | 1.0 | 0.5 | 22.5 |
| 2018     | Portland | 4  | 4  | 38.8 | .519 | .423 | .769  | 2.0 | 3.5 | 1.3 | 0.3 | 25.3 |
| 2019     | Portland | 16 | 16 | 39.7 | .440 | .393 | .732  | 5.0 | 3.7 | 0.8 | 0.6 | 24.7 |
| 2020     | Portland | 5  | 5  | 39.2 | .444 | .371 | .682  | 5.8 | 3.2 | 1.2 | 0.4 | 23.2 |
| 2021     | Portland | 6  | 6  | 40.0 | .439 | .333 | .769  | 6.0 | 4.3 | 0.3 | 0.7 | 20.7 |
| Carreira |          | 57 | 47 | 35.1 | .439 | .384 | .773  | 4.2 | 2.8 | 0.8 | 0.4 | 20.0 |

## Vida Pessoal
O irmão mais velho de McCollum, Errick, também é um jogador profissional de basquete. McCollum está interessado em jornalismo, e tem material escrito para vários sites sobre a NBA. Ele também entrevistou o comissário da NBA Adam Silver.

## Prêmios e Homenagens
NBA
- NBA Most Improved Player: 2016

Universitário
- Patriot League Player of the Year (2x): 2009-10, 2011-12;